# Formas únicas de continuidad en el espacio
Formas únicas de continuidad en el espacio (en italiano: Forme uniche della continuità nello spazio) es una famosa escultura futurista realizada en 1913 por el escultor italiano Umberto Boccioni. La versión original se encuentra en yeso, y algunas fundiciones en bronce póstumas, repartidas por algunos museos del mundo. Mide 111,4 cm de altura por 88,5 cm de largo y 40 cm de ancho. El original y una fundición en bronce se encuentran en São Paulo, en el Museo de Arte Contemporáneo de la Universidad de São Paulo. El resto de las otras fundiciones en bronce se encuentran dispersas en museos de Nueva York, Londres, Los Ángeles, Milán y Cosenza.

## Historia
El yeso original ejecutado en 1913 fue adquirido por Ciccillo Matarazzo en 1952, junto con el yeso original de otra célebre escultura de Boccioni, Desarrollo de una botella en el espacio. Ambas fueron donadas por Ciccillo al Museo de São Paulo (MAC-USP), en 1963. Cuatro ejemplares fueron fundidos en bronce del yeso original después de la muerte del artista. Uno de ellos está en el MoMA (1931) y otro en el Museo Metropolitano de Arte (1942), ambos en Nueva York. El tercero fue fundido en 1960, y también pertenece a las colecciones del MAC-USP. El cuarto fue fundido por el MAC, a petición de la Tate Gallery, y negociaron a cambio una escultura de Henry Moore, encontrándose en Londres desde 1972. Otras versiones se fundieron en 1972, pero no del yeso original, sino de la versión del año 1942 del Metropolitan. Una se encuentra en el Museo de Arte Contemporáneo de Los Ángeles, en el Museo del Novecento en Milán y otra en la Galería nacional de Cosenza en Calabria. Esta escultura se encuentra reproducida en una de las caras de la moneda de 20 céntimos de euro italiana.
La pieza en yeso se convierte en una de las pocas piezas originales del artista que se salvaron de la destrucción que ocurrió en una exposición póstuma, celebrada en Italia. Las circunstancias de la destrucción de las otras piezas permanecen oscuras.

## Análisis
Con esta escultura Boccioni intentó ir más allá de la impresión de movimiento y explorar la noción de velocidad y fuerza en la escultura, pretendiendo asignar valores lumínicos a la superficie tallada. La escultura excede los límites corpóreos del ser humano, y se asemeja a una bandera ondeando en el viento. Parece que el cuerpo que se representa serpentea, luchando contra una fuerza invisible. Aunque el resultado (físico) es un retrato en tres dimensiones, el cuerpo en movimiento introduce una cuarta dimensión, el tiempo. En su «lucha» contra esta fuerza invisible, el cuerpo en movimiento, va dejando pedazos de sí mismo.